# Peter Henningsen
Peter Henningsen (født 4. april 1964 i Marstal) er en dansk historiker, etnolog og forfatter. Han er museumsinspektør på Ærø Museum og har specialiseret sig i dansk kultur- og mentalitetshistorie med særlig vægt på bondekultur og regionale kulturforskelle.

## Uddannelse
Han er udlært skibsmontør på Ærøskøbing Skibsværft 1983. Herefter blev han HF-student fra Svendborg Statsgymnasium 1986. Henningsen studerede historie og europæisk etnologi ved Københavns Universitet 1987-93. I perioden 1993-97 havde Henningsen forskellige tidsbegrænsede ansættelser ved Grindsted-Vorbasse Museum, Teknisk Museum, Landsarkivet for Fyn og Magistrenes Jobservice. Han var ph.d. stipendiat fra 1997-2001 på Institut for Historie, Københavns Universitet, hvorfra han blev tildelt ph.d. graden i 2002 for en afhandling om vestjysk bondekultur (Landbohistorie og regionalhistorie bd. 1-2).

## Karriere
Fra 2003 til 2010 var Peter Henningsen ansat som arkivar ved Københavns Stadsarkiv med særligt ansvar for forskning i, og formidling af, Københavns historie. I 2010 fratrådte han denne stilling, i det han blev udnævnt til overinspektør og leder af Frilandsmuseet og Industrimuseet Brede Værk. I 2014 blev Peter Henningsen udnævnt til museumschef for den nyoprettede enhed Landbokultur & Søfart, der bestod af Frilandsmuseet, Industrimuseet Brede Værk, Kommandørgården på Rømø og Nationalmuseets Fartøjssamling (skonnerterne Fulton og Bonavista, galeasen Anna Møller, sluppen Ruth, DFDS-pram nr. 19 og fyrskibet Gedser Rev). Afdelingen Landbokultur & Søfart omorganiseredes senere (i 2017) således, at den kom til at bestå af Frilandsmuseet Det Gamle Danmark (navneændring i 2018) samt afdelingen Søfart & Maritime Håndværk (den tidligere fartøjssamling), der fik base på Holbæk havn. I 2022 fratrådte han denne stilling og blev museumsinspektør på Ærø Museum, hvor han bl.a. fik til opgave at skrive en række bøger om øens historie. I 2006 blev Henningsen tildelt den filosofiske doktorgrad ved Københavns Universitet for afhandlingen I sansernes vold. Bondekultur og kultursammenstød i enevældens Danmark. Disputatsen integrerede historiske og antropologiske analysevinkler og kan rubriceres inden for genren "Den nye kulturhistorie".
Henningsen var 1998-2001 medredaktør på det historiske tidsskrift 1066. Tidsskrift for historie. I 2000-2005 var han medredaktør på det kulturhistoriske tidsskrift Fortid og Nutid, og 2003-2010 redigerede han Historiske Meddelelser om København og København. Kultur og Historie, der er en skriftserie om Københavns historie, udgivet af Københavns Stadsarkiv siden 1907. Peter Henningsen sad fra 2004 til 2008 i Dansk Historisk Fællesråds komite til nominering af årets historiske bog i Danmark. Han er desuden medlem af Landbohistorisk Selskab og Dansk Byhistorisk Komité. Han har været medlem af bestyrelsen i Frilandsmuseets Venner, Frilandsmuseets grundkøbsfond og Ærø Museum samt tidligere bestyrelsesmedlem i Fulton Fonden og Skibsbevaringsfonden.
Peter Henningsen har skrevet en lang række artikler og bøger om danske kulturhistoriske emner. Hovedvægten ligger på emner som bondekultur og Københavns socialhistorie.
Bogen Hundemordet i Vimmelskaftet – og andre fortællinger fra 1700-tallets København (skrevet i samarbejde med Ulrik Langen), blev valgt til Årets historiske bog 2010 af Dansk Historisk Fællesråd.

## Selektiv Bibliografi
- "Niels Juel og almuen på Tåsinge 1714-66. Elitekultur og folkekultur i enevældens Danmark" (1993);
- "Hedens Hemmeligheder. Livsvilkår i Vestjylland 1750-1900" (1995);
- "Nøgne og brødløse – om Store Egholm" (1996);
- "Kilder til Ærøs historie bd. 1-2" (Landsarkivet for Fyn 1996);
- "Det antropologiske bondebegreb", Fortid og Nutid nr. 1, 2000;
- "Den rationelle bonde", Historisk Tidsskrift bd. 100, hf. 2, 2000;
- "Den bestandige maskerade", Historisk Tidsskrift bd. 101, hf. 2, 2001;
- "Landbohistorie og regionalhistorie bd. 1-2" (ph.d.-afhandling, 2001);
- "Det philadelphiske system. Københavns Fattigvæsen og tvangsarbejdshuset i Pustervig 1800-1807", Fortid og Nutid nr. 2, 2004;
- "Patrioter og fattigfolk. Fattigvæsenet i København ca. 1500-1850"  (2005, red.);
- "Strenge tider. København i krig og fred, 1943-49" (2006, red. sammen med Rasmus Mariager);
- "I sansernes vold. Bondekultur og kultursammenstød i enevældens Danmark" (disputats 2006).
- "København 1807. Belejring og Bombardement" (2007, red.);
- "Plads til dem alle. Forskningstraditioner i nyere britisk, amerikansk og skandinavisk byhistorie", Historie 2007,2.
- "Patrioterne i Lyngby. En liden fortælling om handlinger så ædle og uegennyttige, at det turde være løgn. Nordsjælland 1807", Fortid og Nutid nr. 4, 2007;
- "Miraklernes tid og andre fortællinger om livet i 1700-tallets København" (2008, red.);
- "Ukristelig vindesyge. Handelsetik og moralsk økonomi i Danmark og Vesteuropa, ca. 1200-1800 – et bidrag til det førmoderne forretningslivs kulturhistorie", Fortid og Nutid nr. 4, 2008;
- "Hundemordet i Vimmelskaftet – og andre fortællinger fra 1700-tallets København" (2010, sammen med Ulrik Langen);
- "Store forventninger. Moral og økonomi i 1700-tallets København" (2010, red.);
- "Folkefærger og færgekrig - den ærøske færgekrig 1975-2011", Ærø Museums årbog 2011;
- "Under samme tag. Den slesvigske gård på Ærø i det 18. og 19. århundrede", Ærø Museums årbog 2012;
- "Kampen om den danske gård. Dansk bondegårdsforskning i 1800- og 1900-tallet", Historisk Tidsskrift 2019;
- "Dengang vi var bønder" (2019)
- "Stavnsbåndet" (2020)